# Дабылов, Аббаз
Аббаз Дабылов (каракалп. Abbaz Dabi‘lov, 1898—1970) — каракалпакский советский поэт, народный певец Узбекистана (1957).

## Биография
Аббаз Дабылов родился в 1898 году в Тахтакупирском районе. В юности он был среди казахов на Урале. В то же время он овладел искусством повествования и прославился как талантливый читатель.Первые стихи сложил в 1915 году. Творчество Дабылова окрепло в годы коллективизации сельского хозяйства (стихи «Товарищи», 1926; «Организуйтесь в артели», 1928, и др.).
Многие стихи А. Дабылова переложены на музыку. На родном языке издано девять сборников его стихов, а также двухтомник избранных произведений. Одна книга опубликована на узбекском языке. 
Аббаз Дабылов награждён орденом «Знак почёта», удостоен звания лауреата Государственной республиканской премии имени Бердаха. 
Автор монументального дастана «Бахадыр» (1946—1956 гг.).
- «Вести Каракалпакстана», № 65 от 14 августа 2009 (недоступная ссылка)